# Rivalidad entre Flamengo y Atlético Mineiro
La rivalidad entre Flamengo y Atlético Mineiro es considerada uno de los clásicos de fútbol más importantes a nivel interestadual de Brasil.
La rivalidad entre ambos equipos comenzó a principios de la década de 1980, con polémicos enfrentamientos decisivos en el Campeonato Brasileño y la Copa Libertadores de América. Atlético Mineiro y Flamengo disputan el único clásico del fútbol brasileño que se ha disputado en la final del Brasileirão, de la Copa de Brasil y de la Supercopa de Brasil.

## Historia

### Figuras
|                                                                        |
| Pelé disputó un clásico que el Flamengo ganó 5-1 al Atlético, en 1979. |

|                                                                                            |
| Zico fue la figura del Flamengo en los grandes clásicos de los años 80 contra el Atlético. |

|                                                                                         |
| Bebeto es muy recordado por su actuación en la épica semifinal del Brasileirão de 1987. |

|                                                                        |
| Ronaldinho fue protagonista del clásico militando por los dos rivales. |

### Hechos Importantes
- El primer encuentro entre ambos equipos ocurrió en 16 de junio de 1929, amistoso realizado en Belo Horizonte, la victoria fue 3-2 para el Flamengo. En 25 de marzo de 1934 fue la venganza del Atlético, que ganó 3-1 en Río de Janeiro, también en partida amistosa.[11]

- La Serie A brasileña comenzó a ser disputada en 1959, los partidos interestaduales hasta este momento fueron de carácter amistoso. La primera vez que Flamengo y Atlético se chocaron por un certamen nacional fue en 2 de abril de 1967, el Atlético se impuso 3-1 en el Mineirão.[12]

- En 1 de junio de 1980, ante 154 mil hinchas en el Maracanã, el Flamengo derrotó 3-2 al Atlético y conquistó por primera vez el título de la Serie A.[13] La ida había sido 1-0 para el Atlético en el Mineirão.

- En 21 de agosto de 1981, en partido extra por la Copa Libertadores 1981, Flamengo y Atlético empataron 0-0 en el Estadio Serra Dourada, en un polémico partido extra que fue adjudicado al Flamengo a los 37 minutos, ya que el Atlético solamente tenía 6 jugadores luego de 5 expulsiones.[14]

- En 4 de febrero de 1986, el Atlético eliminó al Flamengo en los octavos de final del Brasileirão, ganando en la vuelta en el Mineirão por 1-0.[15] La ida había sido empate por 0-0 en el Maracanã.

- En 2 de diciembre de 1987, el Flamengo eliminó al Atlético en las semifinales del Brasileirão ganando el desquite por 3-2 en el Mineirão.[16] La ida en el Maracanã había sido 1-0 para el Flamengo.

- En 2 de diciembre de 2006, el Flamengo eliminó al Atlético en los cuartos de finales de la Copa de Brasil por un global de 4-1.[17]

- En 5 de noviembre de 2014, el Atlético eliminó al Flamengo en las semifinales de la Copa de Brasil por un global de 4-3.[18]

- En 20 de febrero de 2022, el Atlético derrotó por 8-7 al Flamengo en los penales en la final de la Supercopa de Brasil después que el partido en el tiempo normal terminó en un empate de 2-2.[19]

- En 13 de julio de 2022, el Flamengo eliminó al Atlético en los octavos de final de la Copa de Brasil por un global de 3-2.[20]

- En 10 de noviembre de 2024, el Flamengo derrotó 1-0 al Atlético en la Arena MRV en el partido de vuelta de la final de la Copa de Brasil, saliendo campeón por un global de 4-1.

- En 6 de agosto de 2025, el Atlético eliminó el Flamengo en los octavos de final de la Copa de Brasil en los penales por 4-3, tras ganar la ida por 1-0 en el Maracaná y perder la vuelta en el Arena MRV por el mismo marcador.

## Estadísticas

### Historial estadístico
| Competición                     | P.J. | V.A. | P.E. | V.F. | G.A. | G.F. |
| ------------------------------- | ---- | ---- | ---- | ---- | ---- | ---- |
| Copa Libertadores de América    | 3    | 0    | 3    | 0    | 4    | 4    |
| Campeonato Brasileño de Serie A | 79   | 31   | 17   | 31   | 112  | 95   |
| Copa de Brasil                  | 10   | 3    | 1    | 6    | 9    | 15   |
| Supercopa de Brasil             | 1    | 0    | 1    | 0    | 2    | 2    |
| Primera Liga de Brasil          | 1    | 0    | 0    | 1    | 0    | 2    |
| Partidos oficiales              | 94   | 34   | 22   | 38   | 127  | 118  |
| Torneio do Povo                 | 4    | 0    | 2    | 2    | 5    | 8    |
| Otros encuentros amistosos      | 36   | 9    | 10   | 17   | 50   | 68   |
| Total                           | 134  | 43   | 34   | 57   | 182  | 194  |

(*) El historial del Atlético Mineiro incluye un partido amistoso disputado el 18 de enero de 1970 (ganado por el Flamengo 2-1) en el que ambos clubes jugaron con sus equipos alternativos, y un partido no identificado, también ganado por Flamengo, por 3-2. Ninguno de estos dos partidos figura en la versión oficial del Flamengo del historial.

### Eliminaciones directas por torneos oficiales
Se listan las locales e internacionales de toda la historia. No se incluyen fase de grupos ni semifinales de copa cuando estas eran disputadas por puntos entre tres o más equipos.
     Torneo nacional.      Torneo internacional.
| #  | Torneo                          | Ronda                    | Resultados                                        | Desenlace                                         |
| -- | ------------------------------- | ------------------------ | ------------------------------------------------- | ------------------------------------------------- |
| 1  | Brasileirão 1980                | Final                    | Atlético 1 - 0 Flamengo / Flamengo 3 - 2 Atlético | Campeón Flamengo.                                 |
| 2  | Copa Libertadores 1981          | Desempate - Primera fase | Flamengo 0 - 0 Atlético                           | Clasificó Flamengo.                               |
| 3  | Brasileirão 1986                | Cuartos de final         | Flamengo 1 - 1 Atlético / Atlético 1 - 0 Flamengo | Clasificó Atlético.                               |
| 4  | Brasileirão 1987 (Módulo Verde) | Semifinal                | Flamengo 1 - 0 Atlético / Atlético 2 - 3 Flamengo | Clasificó Flamengo.                               |
| 5  | Copa de Brasil 2006             | Cuartos de final         | Flamengo 4 - 1 Atlético / Atlético 0 - 0 Flamengo | Clasificó Flamengo.                               |
| 6  | Copa de Brasil 2014             | Semifinal                | Flamengo 2 - 0 Atlético / Atlético 4 - 1 Flamengo | Clasificó Atlético.                               |
| 7  | Supercopa de Brasil 2022        | Final                    | Atlético 2 - 2 Flamengo                           | Campeón Atlético en defición por penales (8-7).   |
| 8  | Copa de Brasil 2022             | Octavos de final         | Atlético 2 - 1 Flamengo / Flamengo 2 - 0 Atlético | Clasificó Flamengo.                               |
| 9  | Copa de Brasil 2024             | Final                    | Flamengo 3 - 1 Atlético / Atlético 0 - 1 Flamengo | Campeón Flamengo.                                 |
| 10 | Copa de Brasil 2025             | Octavos de final         | Flamengo 0 - 1 Atlético / Atlético 0 - 1 Flamengo | Clasificó Atlético en defición por penales (4-3). |

Detalles
- En 10 eliminaciones directas entre el período 1980-2024: Flamengo logró imponerse en 6 oportunidades, dos veces por el Campeonato Brasileño, tres veces por la Copa de Brasil y una vez por la Copa Libertadores; mientras que Atlético Mineiro lo hizo en 4 ocasiones, una vez por el Campeonato Brasileño, dos veces por la Copa de Brasil y una vez por la Supercopa de Brasil.
- Disputaron tres finales oficiales: en el Brasileirão 1980 (ganó Flamengo), en la Supercopa de Brasil 2022 (ganó Atlético) y en la Copa de Brasil 2024 (ganó Flamengo).
- De las 10 definiciones, dos se decidieron en los penales, una por la Copa de Brasil y otra por la Supercopa de Brasil, siendo ganador Atlético Mineiro en todas las ocasiones.

### Mayores asistencias de público
1. 1 de junio de 1980, 154.355, Flamengo 3-2 Atlético, Brasileirão, Maracanã.
2. 6 de abril de 1979, 139.953, Flamengo 5-1 Atlético, Amistoso, Maracanã.
3. 29 de noviembre de 1987, 118.162, Flamengo 1-0 Atlético, Brasileirão, Maracanã.
4. 13 de febrero de 1980, 115.142, Atlético 2-1 Flamengo, Amistoso, Mineirão.
5. 4 de febrero de 1987, 107.497, Atlético 1-0 Flamengo, Brasileirão, Mineirão.
6. 28 de mayo de 1980,  90.028, Atlético 1-0 Flamengo, Brasileirão, Mineirão.
7. 2 de diciembre de 1987,  84.929, Atlético 2-3 Flamengo, Brasileirão, Mineirão.
8. 25 de marzo de 1981,  81.867, Atlético 0-0 Flamengo, Brasileirão, Mineirão.
9. 11 de octubre de 2008,  77.387, Flamengo 0-3 Atlético, Brasileirão, Maracanã.
10. 7 de marzo de 1982,  71.450, Flamengo 2-1 Atlético, Brasileirão, Maracanã.

Fuente: RSSSF

### Palmarés
| Competiciones                   | Atlético Mineiro | Flamengo |
| ------------------------------- | ---------------- | -------- |
| Campeonato Brasileño/Copa União | 3                | 8        |
| Copa de Brasil                  | 2                | 5        |
| Supercopa de Brasil             | 1                | 3        |
| Copa de Campeones (Brasil)      | 0                | 1        |
| Copa de Campeones (CBD)         | 1                | 0        |
| Copa Libertadores               | 1                | 3        |
| Recopa Sudamericana             | 1                | 1        |
| Copa Mercosur                   | 0                | 1        |
| Copa Conmebol                   | 2                | 0        |
| Copa de Oro                     | 0                | 1        |
| Copa Intercontinental           | 0                | 1        |
| Total                           | 11               | 24       |

Nota: El Flamengo considera la Copa União como un Campeonato Brasileño pero, aunque el Copa União se considera un título oficial, no se considera oficialmente un Campeonato Brasileño. Eso hace que el Flamengo tenga oficialmente 7 Campeonatos Brasileños y 8 ligas nacionales 

## Historial de partidos
Lista actualizada al partido del 6 de agosto de 2025
| 1 | 1981 | Primera Fase | F. 1      | 3 de julio de 1981   | Mineirão      | Atlético | 2-2  | Flamengo | Éder Aleixo (2) | Nunes, Marinho     |
| 2 | 1981 | Primera Fase | F. 4      | 7 de agosto de 1981  | Maracanã      | Flamengo | 2-2  | Atlético | Nunes, Tita     | Palhinha, Reinaldo |
| 3 | 1981 | Primera Fase | Desempate | 21 de agosto de 1981 | Serra Dourada | Flamengo | 0-0* | Atlético |                 |                    |
| (*) Partido suspendido en el minuto 37 tras la expulsión de cinco jugadores del Atlético Mineiro. Aunque los puntos fueron para el Flamengo, ambos clubes registran este encuentro como empate en el historial. |      |              |           |                      |               |          |      |          |                 |                    |

| 1  | 1967 (TRGP) | 2 de abril de 1967       | Mineirão            | Atlético | 3-1 | Flamengo | Lacy, Beto, Ronaldo Drummond                                  | Rodrigues                                    |
| 2  | 1968 (TRGP) | 16 de octubre de 1968    | Mineirão            | Atlético | 0-0 | Flamengo |                                                               |                                              |
| 3  | 1969 (TRGP) | 15 de octubre de 1969    | Maracanã            | Flamengo | 1-3 | Atlético | Dionísio                                                      | Lola (3)                                     |
| 4  | 1970 (TRGP) | 2 de diciembre de 1970   | Maracanã            | Flamengo | 1-0 | Atlético | Fio Maravilha                                                 |                                              |
| 5  | 1971        | 21 de agosto de 1971     | Maracanã            | Flamengo | 0-1 | Atlético |                                                               | Lola                                         |
| 6  | 1972        | 21 de septiembre de 1972 | Maracanã            | Flamengo | 1-0 | Atlético | Doval                                                         |                                              |
| 7  | 1973        | 16 de septiembre de 1973 | Mineirão            | Atlético | 3-0 | Flamengo | Romeu, Reinaldo, Cláudio Mineiro                              |                                              |
| 8  | 1973        | 29 de noviembre de 1973  | Mineirão            | Atlético | 2-1 | Flamengo | Totonho (2)                                                   | Doval                                        |
| 9  | 1975        | 4 de noviembre de 1975   | Mineirão            | Atlético | 1-1 | Flamengo | Campos                                                        | Zico                                         |
| 10 | 1976        | 31 de octubre de 1976    | Maracanã            | Flamengo | 2-1 | Atlético | Zico, Toninho                                                 | Marcinho                                     |
| 11 | 1980        | 28 de mayo de 1980       | Mineirão            | Atlético | 1-0 | Flamengo | Reinaldo                                                      |                                              |
| 12 | 1980        | 1 de junio de 1980       | Maracanã            | Flamengo | 3-2 | Atlético | Nunes (2), Zico                                               | Reinaldo (2)                                 |
| 13 | 1981        | 7 de marzo de 1981       | Maracanã            | Flamengo | 2-1 | Atlético | Nunes, Adílio                                                 | Éder Aleixo                                  |
| 14 | 1981        | 25 de marzo de 1981      | Mineirão            | Atlético | 0-0 | Flamengo |                                                               |                                              |
| 15 | 1982        | 7 de marzo de 1982       | Maracanã            | Flamengo | 2-1 | Atlético | Adílio, Mozer                                                 | Reinaldo                                     |
| 16 | 1982        | 14 de marzo de 1982      | Mineirão            | Atlético | 3-1 | Flamengo | Reinaldo, Éder Aleixo, Renato Queirós                         | Anselmo                                      |
| 17 | 1985        | 27 de enero de 1985      | Mineirão            | Atlético | 1-1 | Flamengo | Nelinho                                                       | Marquinho Carioca                            |
| 18 | 1985        | 10 de marzo de 1985      | Maracanã            | Flamengo | 0-1 | Atlético |                                                               | Oliveira                                     |
| 19 | 1986        | 1 de febrero de 1987     | Maracanã            | Flamengo | 1-1 | Atlético | Gilmar Popoca                                                 | Batista                                      |
| 20 | 1986        | 4 de febrero de 1987     | Mineirão            | Atlético | 1-0 | Flamengo | Nelinho                                                       |                                              |
| 21 | 1987        | 1 de noviembre de 1987   | Mineirão            | Atlético | 1-0 | Flamengo | Renato Morungaba                                              |                                              |
| 22 | 1987        | 29 de noviembre de 1987  | Maracanã            | Flamengo | 1-0 | Atlético | Bebeto                                                        |                                              |
| 23 | 1987        | 2 de diciembre de 1987   | Mineirão            | Atlético | 2-3 | Flamengo | Chiquinho, Sérgio Araújo                                      | Zico, Bebeto, Renato Gaúcho                  |
| 24 | 1988        | 18 de diciembre de 1988  | Maracanã            | Flamengo | 2-0 | Atlético | Zinho, Sérgio Araújo                                          |                                              |
| 25 | 1989        | 7 de septiembre de 1989  | Maracanã            | Flamengo | 0-0 | Atlético |                                                               |                                              |
| 26 | 1990        | 22 de septiembre de 1990 | Maracanã            | Flamengo | 1-1 | Atlético | Renato Gaúcho                                                 | Gérson                                       |
| 27 | 1991        | 30 de marzo de 1991      | Gávea               | Flamengo | 1-3 | Atlético | Alcindo                                                       | Aílton, Sérgio Araújo, Gérson                |
| 28 | 1992        | 11 de marzo de 1992      | Mineirão            | Atlético | 1-1 | Flamengo | Edu Lima                                                      | Júnior                                       |
| 29 | 1995        | 19 de noviembre de 1995  | Mineirão            | Atlético | 2-1 | Flamengo | Jorge Luís, Cairo                                             | Lira                                         |
| 30 | 1996        | 14 de agosto de 1996     | Maracanã            | Flamengo | 2-1 | Atlético | Marques, Ronaldo Guiaro (autogol)                             | Renaldo                                      |
| 31 | 1997        | 12 de agosto de 1997     | Mineirão            | Atlético | 2-4 | Flamengo | Almir, Valdir Bigode                                          | Lúcio (2), Maurinho, Sávio                   |
| 32 | 1998        | 3 de octubre de 1998     | Maracanã            | Flamengo | 3-2 | Atlético | Fabiano, Romário (2)                                          | Paulo Baier, Marques                         |
| 33 | 1999        | 29 de septiembre de 1999 | Mineirão            | Atlético | 3-0 | Flamengo | Guilherme (3)                                                 |                                              |
| 34 | 2000        | 2 de septiembre de 2000  | Mineirão            | Atlético | 1-2 | Flamengo | Valdir Bigode                                                 | Petkovic, Edilson                            |
| 35 | 2001        | 21 de octubre de 2001    | Serejão             | Flamengo | 1-2 | Atlético | Petkovic                                                      | Guilherme, Edgar                             |
| 36 | 2002        | 22 de septiembre de 2002 | Mineirão            | Atlético | 0-3 | Flamengo | Liédson (2), Zé Carlos                                        |                                              |
| 37 | 2003        | 13 de julio de 2003      | Mineirão            | Atlético | 1-0 | Flamengo | Alex Alves                                                    |                                              |
| 38 | 2003        | 6 de noviembre de 2003   | Maracanã            | Flamengo | 3-2 | Atlético | Edilson, Jonatas, Zé Carlos                                   | Michel, Fábio Júnior                         |
| 39 | 2004        | 24 de julio de 2004      | Raulino de Oliveira | Flamengo | 0-0 | Atlético |                                                               |                                              |
| 40 | 2004        | 14 de noviembre de 2004  | Ipatingão           | Atlético | 6-1 | Flamengo | Zé Antônio, Márcio Mixirica, Renato, Wagner, Alex Mineiro (2) | Jean                                         |
| 41 | 2005        | 3 de julio de 2005       | Mineirão            | Atlético | 3-1 | Flamengo | Marques, Fábio Júnior, Luís Mário                             | Obina                                        |
| 42 | 2005        | 11 de octubre de 2005    | Luso Brasileiro     | Flamengo | 1-2 | Atlético | Diego Souza                                                   | Uéslei, Edílson                              |
| 43 | 2007        | 4 de julio de 2007       | Mineirão            | Atlético | 1-1 | Flamengo | Coelho                                                        | Leonardo                                     |
| 44 | 2007        | 29 de septiembre de 2007 | Maracanã            | Flamengo | 1-0 | Atlético | Cristian                                                      |                                              |
| 45 | 2008        | 9 de julio de 2008       | Mineirão            | Atlético | 1-1 | Flamengo | Marcos                                                        | Marcinho                                     |
| 46 | 2008        | 11 de octubre de 2008    | Maracanã            | Flamengo | 0-3 | Atlético |                                                               | Castillo, Renan Oliveira, Leandro Almeida    |
| 47 | 2009        | 30 de julio de 2009      | Maracanã            | Flamengo | 3-1 | Atlético | Léo Moura, Kleberson, Éverton                                 | Éder Luis                                    |
| 48 | 2009        | 8 de noviembre de 2009   | Mineirão            | Atlético | 1-3 | Flamengo | Ricardinho                                                    | Petkovic, Maldonado, Adriano                 |
| 49 | 2010        | 26 de agosto de 2010     | Maracanã            | Flamengo | 0-0 | Atlético |                                                               |                                              |
| 50 | 2010        | 13 de noviembre de 2010  | Arena do Jacaré     | Atlético | 4-1 | Flamengo | Obina, Renan Oliveira (2), Tardelli                           |                                              |
| 51 | 2011        | 25 de junio de 2011      | Nilton Santos       | Flamengo | 4-1 | Atlético | Ronaldinho, Thiago Neves, Deivid                              | Dudu Cearense                                |
| 52 | 2011        | 21 de septiembre de 2011 | Arena do Jacaré     | Atlético | 1-1 | Flamengo | Daniel Carvalho                                               | Ronaldinho                                   |
| 53 | 2012        | 26 de septiembre de 2012 | Nilton Santos       | Flamengo | 2-1 | Atlético | Vágner Love, Liédson                                          | Jô                                           |
| 54 | 2012        | 31 de octubre de 2012    | Independência       | Atlético | 1-1 | Flamengo | Leonardo                                                      | Renato Abreu                                 |
| 55 | 2013        | 4 de agosto de 2013      | Mané Garrincha      | Flamengo | 3-0 | Atlético | Nixon, Elias, Paulinho                                        |                                              |
| 56 | 2013        | 20 de octubre de 2013    | Independência       | Atlético | 1-0 | Flamengo | Lucas Cândido                                                 |                                              |
| 57 | 2014        | 20 de agosto de 2014     | Maracanã            | Flamengo | 2-1 | Atlético | Léo Moura, Eduardo da Silva                                   | Maicosuel                                    |
| 58 | 2014        | 19 de noviembre de 2014  | Independência       | Atlético | 4-0 | Flamengo | Luan (2), Tardelli, Dodô                                      |                                              |
| 59 | 2015        | 20 de junio de 2015      | Maracanã            | Flamengo | 0-2 | Atlético |                                                               | Samir (autogol), Pratto                      |
| 60 | 2015        | 20 de septiembre de 2015 | Independência       | Atlético | 4-1 | Flamengo | Marcelo (autogol), Jemerson (2), Dátolo                       | Paulinho                                     |
| 61 | 2016        | 10 de julio de 2016      | Maracanã            | Flamengo | 2-0 | Atlético | Felipe Vizeu (2)                                              |                                              |
| 62 | 2016        | 29 de octubre de 2016    | Mineirão            | Atlético | 2-2 | Flamengo | Robinho, Pratto                                               | Diego, Guerrero                              |
| 63 | 2017        | 13 de mayo de 2017       | Maracanã            | Flamengo | 1-1 | Atlético | Matheus Sávio                                                 | Elias                                        |
| 64 | 2017        | 13 de agosto de 2017     | Independência       | Atlético | 2-0 | Flamengo | Fábio Santos, Rafael Moura                                    |                                              |
| 65 | 2018        | 26 de mayo de 2018       | Independência       | Atlético | 0-1 | Flamengo |                                                               | Éverton Ribeiro                              |
| 66 | 2018        | 23 de septiembre de 2018 | Maracanã            | Flamengo | 2-1 | Atlético | Willian Arão, Lucas Paquetá                                   | Leonardo Silva                               |
| 67 | 2019        | 18 de mayo de 2019       | Independência       | Atlético | 2-1 | Flamengo | Cazares, Chará                                                | Bruno Henrique                               |
| 68 | 2019        | 10 de octubre de 2019    | Maracanã            | Flamengo | 3-1 | Atlético | Willian Arão, Vitinho, Reinier                                | Nathan                                       |
| 69 | 2020        | 9 de agosto de 2020      | Maracanã            | Flamengo | 0-1 | Atlético |                                                               | Filipe Luís (autogol)                        |
| 70 | 2020        | 8 de noviembre de 2020   | Mineirão            | Atlético | 4-0 | Flamengo | Gustavo Henrique (autogol), Keno, Sasha, Zaracho              |                                              |
| 71 | 2021        | 7 de julio de 2021       | Mineirão            | Atlético | 2-1 | Flamengo | Savarino (2)                                                  | Willian Arão                                 |
| 72 | 2021        | 30 de octubre de 2021    | Maracanã            | Flamengo | 1-0 | Atlético | Michael                                                       |                                              |
| 73 | 2022        | 19 de junio de 2022      | Mineirão            | Atlético | 2-0 | Flamengo | Nacho Fernández, Ademir                                       |                                              |
| 74 | 2022        | 15 de octubre de 2022    | Maracanã            | Flamengo | 1-0 | Atlético | Éverton Cebolinha                                             |                                              |
| 75 | 2023        | 29 de julio de 2023      | Independência       | Atlético | 1-2 | Flamengo | Paulinho                                                      | De Arrascaeta, Wesley                        |
| 76 | 2023        | 29 de noviembre de 2023  | Maracanã            | Flamengo | 0-3 | Atlético |                                                               | Paulinho, Edenílson, Rubens                  |
| 77 | 2024        | 3 de julio de 2024       | Arena MRV           | Atlético | 2-4 | Flamengo | Hulk (2)                                                      | Bruno Henrique (2), Carlinhos, Ayrton Luccas |
| 78 | 2024        | 13 de noviembre de 2024  | Maracanã            | Flamengo | 0-0 | Atlético |                                                               |                                              |
| 79 | 2024        | 27 de julio de 2024      | Maracanã            | Flamengo | 1-0 | Atlético | Léo Ortiz                                                     |                                              |
| 80 | 2024        |                          |                     |          |     |          |                                                               |                                              |

| 1  | 2006 | 26 de abril de 2006     | Cuartos de final | Ida    | Maracanã  | Flamengo | 4-1         | Atlético | Renato Abreu (2), Obina, Jonatas | Marinho           |
| 2  | 2006 | 3 de mayo de 2006       | Cuartos de final | Vuelta | Mineirão  | Atlético | 0-0         | Flamengo |                                  |                   |
| 3  | 2014 | 29 de octubre de 2014   | Semifinal        | Ida    | Maracanã  | Flamengo | 2-0         | Atlético | Cáceres, Chicão                  |                   |
| 4  | 2014 | 5 de noviembre de 2014  | Semifinal        | Vuelta | Mineirão  | Atlético | 4-1         | Flamengo | Carlos, Maicosuel, Dátolo, Luan  | Éverton           |
| 5  | 2022 | 22 de junio de 2022     | Octavos de final | Ida    | Mineirão  | Atlético | 2-1         | Flamengo | Hulk, Ademir                     | Lázaro            |
| 6  | 2022 | 13 de julio de 2022     | Octavos de final | Vuelta | Maracanã  | Flamengo | 2-0         | Atlético | De Arrascaeta (2)                |                   |
| 7  | 2024 | 3 de noviembre de 2024  | Final            | Ida    | Maracanã  | Flamengo | 3-1         | Atlético | De Arrascaeta, Gabigol (2)       | Alan Kardec       |
| 8  | 2024 | 10 de noviembre de 2024 | Final            | Vuelta | Arena MRV | Atlético | 0-1         | Flamengo |                                  | Plata             |
| 9  | 2025 | 31 de julio de 2025     | Octavos de final | Ida    | Maracanã  | Flamengo | 0-1         | Atlético |                                  | Cuello            |
| 10 | 2025 | 6 de agosto de 2025     | Octavos de final | Vuelta | Arena MRV | Atlético | 0-1 (4-3 p) | Flamengo |                                  | Éverton Cebolinha |

| 1 | 2022 | 20 de febrero de 2022 | Arena Pantanal | Atlético | 2-2 (8-7 p) | Flamengo | Nacho Fernández, Hulk | Gabigol, Bruno Henrique |

| 1 | 2016 | 27 de enero de 2016 | Mineirão | Atlético | 0-2 | Flamengo |  | Guerrero (2) |

| 1 | 1971 | 24 de enero de 1971   | Mineirão | Atlético | 0-0 | Flamengo |                                  |                           |
| 2 | 1971 | 19 de febrero de 1971 | Mineirão | Atlético | 3-3 | Flamengo | Lola, Ronaldo Drummond, Vaguinho | Fio Maravilha (2), Nei    |
| 3 | 1972 | 6 de febrero de 1972  | Maracanã | Flamengo | 2-0 | Atlético | Paulo César, Doval               |                           |
| 4 | 1973 | 28 de enero de 1973   | Mineirão | Atlético | 2-3 | Flamengo | Campos (2)                       | Zico (2), Caio Cambalhota |

| 1 | 16 de junio de 1929     | Troféu Prefeito Christiano Machado   | Antônio Carlos              | Atlético | 2-3 | Flamengo | Mário de Castro, Said                | Fragoso (3)                                 |
| 2 | 22 de junio de 1930     | Amistoso                             | Antônio Carlos              | Atlético | 2-2 | Flamengo | Brant, Mário de Castro               | Vicentino, Fragoso                          |
| 3 | 25 de marzo de 1934     | Amistoso                             | Antônio Carlos              | Atlético | 3-1 | Flamengo | Lello (2), Paulista                  | Roberto                                     |
| 4 | 10 de marzo de 1935     | Amistoso                             | Antônio Carlos              | Atlético | 4-0 | Flamengo | Vilardi, Bazzoni (2), Nicola         |                                             |
| 5 | 3 de mayo de 1936       | Amistoso                             | Laranjeiras                 | Flamengo | 2-0 | Atlético | Jarbas, Engel                        |                                             |
| 6 | 11 de abril de 1937     | Amistoso                             | Laranjeiras                 | Flamengo | 5-3 | Atlético | Jarbas (3), Engel, Ladislau          | Nicola, Alfredo Bernardino, Médio (autogol) |
| 7 | 18 de agosto de 1938    | Amistoso                             | Laranjeiras                 | Flamengo | 5-1 | Atlético | Gonzales (2), Providente (2), Jarbas | Guará                                       |
| 8 | 9 de junio de 1943      | Amistoso                             | Antônio Carlos              | Atlético | 1-1 | Flamengo | Petronilho                           | Jarbas                                      |
| 9 | 9 de febrero de 1947    | Amistoso                             | Antônio Carlos              | Atlético | 0-2 | Flamengo |                                      | Vaguinho, Jaime                             |
| 10 | 19 de junio de 1947     | Amistoso                             | Laranjeiras                 | Flamengo | 1-2 | Atlético | Jair Rosa                            | Mário de Souza, Afonso                      |
| 11 | 15 de noviembre de 1949 | Amistoso                             | Gávea                       | Flamengo | 1-1 | Atlético | Gringo                               | Lauro                                       |
| 12 | 18 de enero de 1951     | Amistoso                             | General Severiano           | Flamengo | 3-3 | Atlético | Gringo, Durval (2)                   | Ubaldo, Monte, Nívio                        |
| 13 | 27 de enero de 1951     | Amistoso                             | Alameda                     | Atlético | 2-2 | Flamengo | Alvinho, Lucas Miranda               | Durval (2)                                  |
| 14 | 8 de febrero de 1953    | Amistoso                             | Independência               | Atlético | 1-2 | Flamengo | Joãozinho                            | Índio, Joel                                 |
| 15 | 16 de julio de 1953     | Amistoso                             | Justiniano de Mello e Silva | Flamengo | 0-1 | Atlético |                                      | Ubaldo                                      |
| 16 | 5 de junio de 1955      | Torneio Triangular de Belo Horizonte | Independência               | Atlético | 2-1 | Flamengo | Joel, Tomires (autogol)              | Evaristo                                    |
| 17 | 15 de noviembre de 1955 | Amistoso                             | Maracanã                    | Flamengo | 4-0 | Atlético | Joel, Paulinho (2), Dida             |                                             |
| 18 | 11 de julio de 1957     | Amistoso                             | Alameda                     | Atlético | 1-2 | Flamengo | Hilton Chaves                        | Henrique Frade, Duca                        |
| 19 | 17 de diciembre de 1960 | Torneio Quadrangular Ricardo Serran  | Independência               | Atlético | 2-2 | Flamengo | Luís Santos, Henrique                | Henrique Frade, Babá                        |
| 20 | 23 de marzo de 1963     | Amistoso                             | Independência               | Atlético | 1-2 | Flamengo | Nílson                               | Foguete, Nelsinho                           |
| 21 | 3 de junio de 1965      | Torneio Hexagonal de Belo Horizonte  | Independência               | Atlético | 0-0 | Flamengo |                                      |                                             |
| 22 | 20 de enero de 1966     | Amistoso                             | Independência               | Atlético | 1-3 | Flamengo | Buglê                                | César (2), Fefeu                            |
| 23 | 6 de febrero de 1966    | Torneio Quadrangular Magalhães Pinto | Independência               | Atlético | 0-1 | Flamengo |                                      | Neves                                       |
| 24 | 16 de noviembre de 1966 | Amistoso                             | Mineirão                    | Atlético | 2-1 | Flamengo | Tião, Lacy                           | Almir                                       |
| 25 | 21 de febrero de 1967   | Amistoso                             | Mineirão                    | Atlético | 2-2 | Flamengo | Santana, Ronaldo Drummond            | Paulo Henrique, Ademar                      |
| 26 | 10 de diciembre de 1968 | Amistoso                             | Mineirão                    | Atlético | 2-2 | Flamengo | Lola, Amaury Horta                   | Fio Maravilha, Luís Carlos                  |
| 27 | 18 de enero de 1970*    | Amistoso                             | Mineirão                    | Atlético | 1-2 | Flamengo | Dico                                 | Rodrigues Neto, Adão                        |
| 28 | 23 de febrero de 1972   | Amistoso                             | Mineirão                    | Atlético | 2-1 | Flamengo | Dadá, Oldair                         | Rogério                                     |
| 29 | 1 de mayo de 1972       | Taça do Trabalho                     | Mineirão                    | Atlético | 0-0 | Flamengo |                                      |                                             |
| 30 | 6 de agosto de 1978     | Amistoso                             | Mineirão                    | Atlético | 0-2 | Flamengo |                                      | Lino, Toninho                               |
| 31 | 6 de abril de 1979      | Amistoso                             | Maracanã                    | Flamengo | 5-1 | Atlético | Zico (3), Luisinho, Cláudio Adão     | Marcelo Oliveira                            |
| 32 | 13 de febrero de 1980   | Amistoso                             | Mineirão                    | Atlético | 2-1 | Flamengo | Fernando Roberto (2)                 | Adílio                                      |
| 33 | 1 de mayo de 1980       | Amistoso                             | Mineirão                    | Atlético | 0-1 | Flamengo |                                      | Tita                                        |
| 34 | 8 de febrero de 1995    | Amistoso                             | Mineirão                    | Atlético | 3-2 | Flamengo | Reinaldo Rosa, Paulo Roberto, Euller | Sávio, Jorge Luís                           |
| 35 | 10 de junio de 1997     | Torneio Quadrangular de Brasília     | Mané Garrincha              | Flamengo | 1-0 | Atlético | Iranildo                             |                                             |
| (*) Atlético Mineiro y Flamengo jugaron este partido con sus equipos alternativos, ya que ambos disputaron otros partidos en ese mismo día con sus titulares. El Flamengo no incluye este partido en su registro del historial. |                         |                                      |                             |          |     |          |                                      |                                             |